# 오노모토촌
오노모토촌(尾野本村)은 후쿠시마현 가와누마군에 있던 촌이다.

## 역사
- 1889년 4월 1일 - 정촌제 시행에 의해 오노모토촌이 단독으로 자치체를 형성하였다.
- 1954년 7월 1일 - 야마 군 신고 촌·오쿠카와 촌이 가와누마 군 노자와 정·도세지마 촌·무쓰아이 촌·시타야 촌·무라오카 촌·가미노지리 촌·호사카 촌과 합병해 니시아이즈정이 성립하여, 동일 오노모토촌이 폐지되었다.

## 교통

### 철도
촌 지역은 일본국유철도 반에쓰사이선이 통과하지만, 역은 존재하지 않았다.

### 도로
현재는 구 촌지역은 반에쓰 자동차도가 통과하지만 당시엔 미개통이였다.

## 참고문헌
- 角川日本地名大辞典 7 福島県